# Georgi Krapivka
Georgi Gennadyevich Krapivka (tiếng Nga: Георгий Геннадьевич Крапивка; sinh ngày 22 tháng 4 năm 2001) là một cầu thủ bóng đá người Nga thi đấu cho FC Kuban-2 Krasnodar.

## Sự nghiệp câu lạc bộ
Anh có màn ra mắt tại Giải bóng đá chuyên nghiệp quốc gia Nga cho FC Kuban-2 Krasnodar vào ngày 23 tháng 9 năm 2017 trong trận đấu với F.K. Akademiya Futbola Rostov-on-Don.